# アンリ・エミリアン・ルソー
アンリ・エミリアン・ルソー（Henri Émilien Rousseau、1875年12月17日 - 1933年3月28日）はフランスの画家である。オリエンタリズムの画家の一人である。

## 略歴
エジプトのカイロで生まれた。父親のレオン・ルソー（Léon Rousseau: 1840-1911）は技術者で、スエズ運河建設に従事し、エジプトの近代化を進めたイスマーイール・パシャに仕えていた 。エジプトにおける対英反乱が鎮圧され、イギリス支配が進んだために家族とフランスに1884年に帰国し、ヴェルサイユに住んだ。
父親はアンリが技術者になることを望んだが、画家になることを選び、父親の知り合いのオリエンタリズムの画家、ジャン＝レオン・ジェロームに勧められてパリ国立高等美術学校に入学し、ジェロームらの指導を受けた。
1900年のパリのサロンで、アンリ・デスティエンヌ（Henry d'Estienne: 1872-1949）やジャン＝ピエール・ローランス（1875-1932）とともに旅行奨学金を獲得し、ベルギーやオランダ、スペイン、チュニジア、アルジェリアを旅した。
1902年にノルマンディー出身の女性と結婚した。1913年のアメリカで開かれたアーモリーショーにも作品を出展した。1919年にレジオンドヌール勲章（シュバリエ）を受勲した。
1919年からは結核を患った娘の健康のために南仏のエクス＝アン＝プロヴァンスに移住したが、1920年から1932年の間に何度もチュニジア、アルジェリア、モロッコを訪れて作品を制作した。
エクス＝アン＝プロヴァンスではオック語の方言のプロヴァンス語の保護を目的とする団体、「フェリブリージュ」の会員として活動し、1932年から地元の美術学校の副校長も務めた。1933年にエクス＝アン＝プロヴァンスで亡くなった。

## 作品

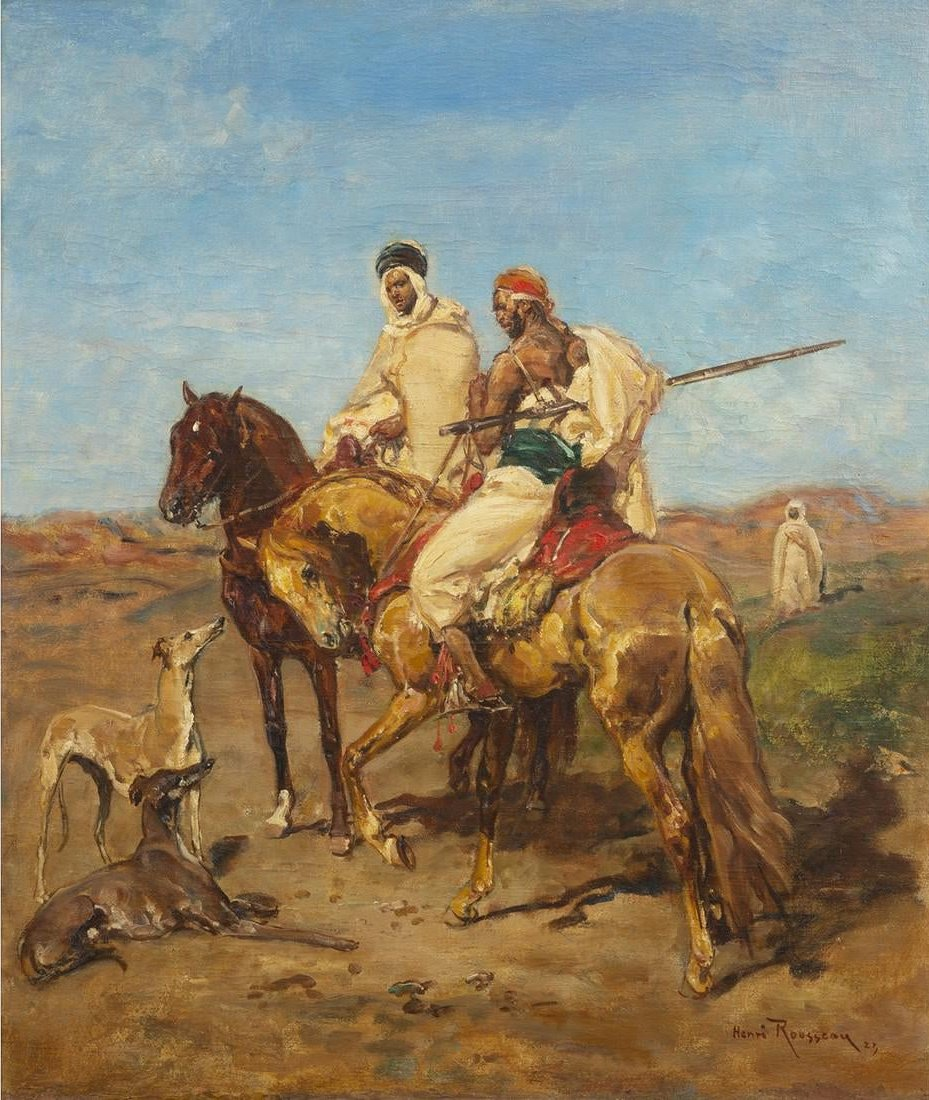
乗馬するアラブ人 (1923)
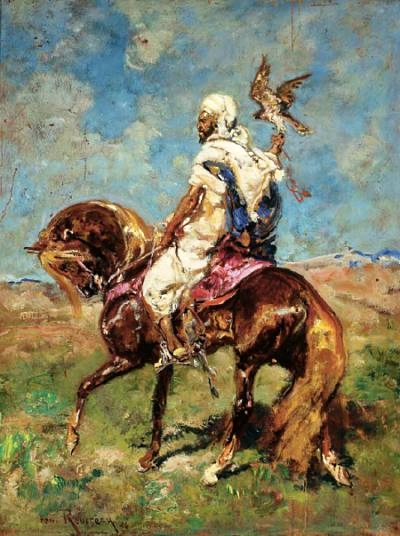
鷹を持ち乗馬するアラブ人 (1926)
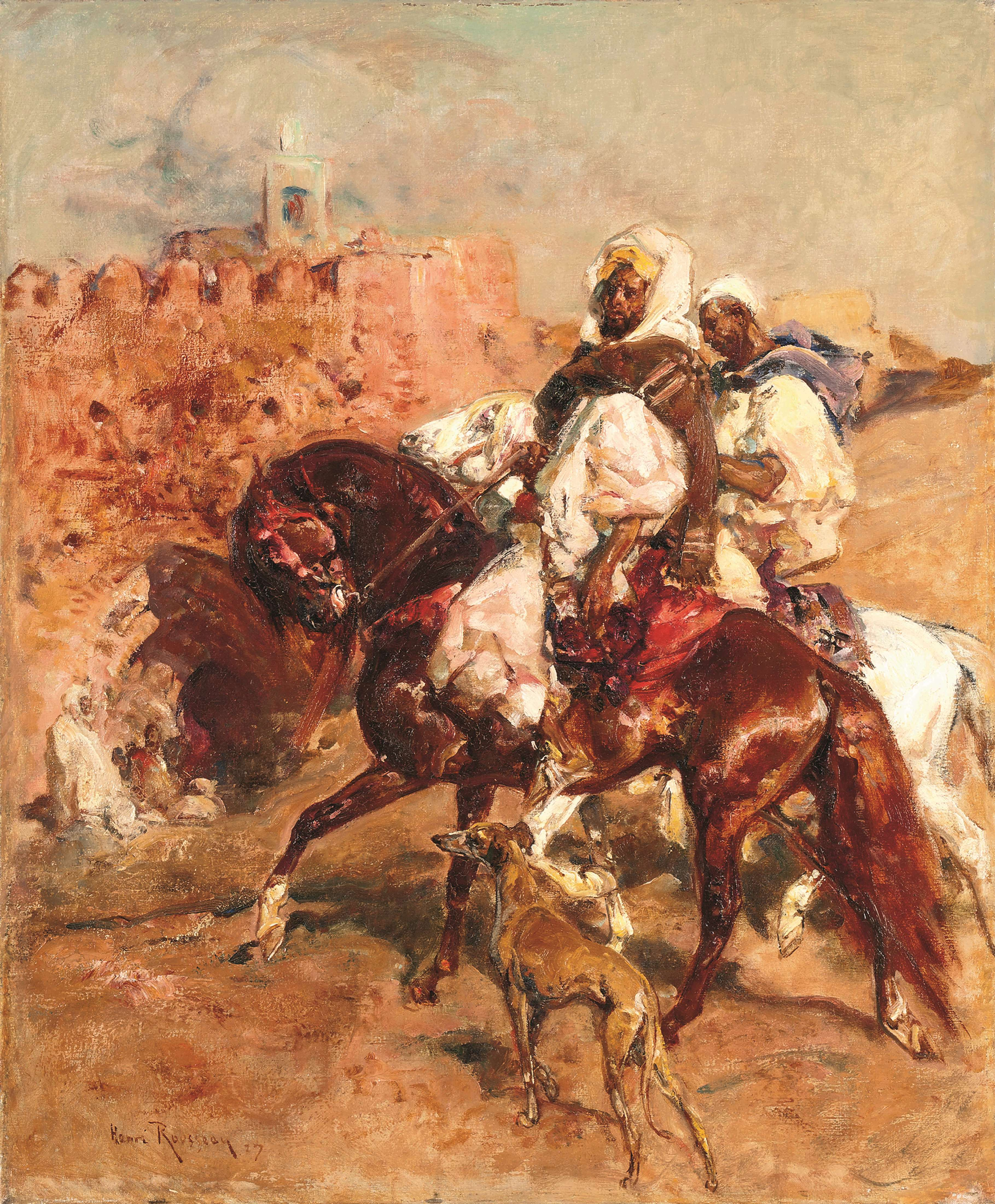
モロッコ人とアラビアン・グレーハウンド（スルーギ）(1827)
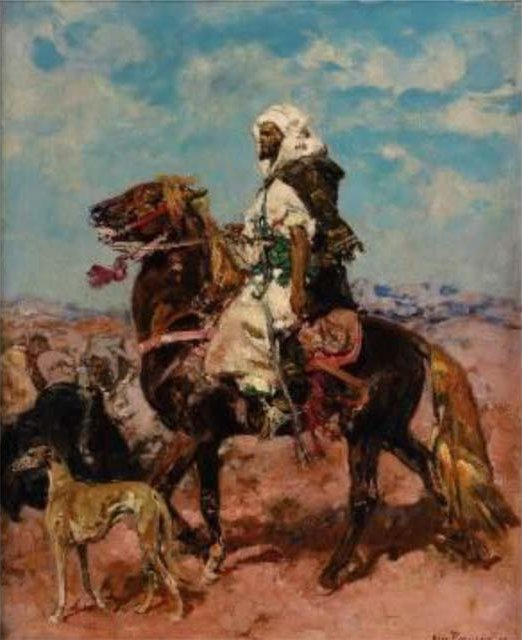
騎馬人物とアラビアン・グレーハウンド(1829)